# Cristian Bogado
Pour les articles homonymes, voir Bogado.
Cristian Venancio Bogado Morínigo est un footballeur international paraguayen, né le 7 janvier 1987 à Villarrica au Paraguay. Il évolue au poste d'attaquant.

## Biographie

### En club
Bogado évolue au sein de quatre pays différents : au Paraguay, en Argentine, au Chili et au Pérou. Il joue plus de 300 matchs en première division, inscrivant plus de 100 buts.
Le 13 septembre 2014, il inscrit avec l'Unión Comercio un triplé au sein du championnat du Pérou, contre le club de San Simón de Moquegua (victoire 3-1). 
Il joue également plusieurs matchs en Copa Libertadores et en Copa Sudamericana. En Copa Libertadores, il inscrit avec l'équipe de Colo-Colo un but contre le club vénézuélien du Deportivo Italia en avril 2010.

### En équipe nationale
Bogado reçoit cinq sélections en équipe du Paraguay entre 2006 et 2008, inscrivant un but.
Il joue son premier match en équipe nationale le 15 novembre 2006, contre le Chili (défaite 3-2). Il inscrit son seul but avec le Paraguay le 22 mai 2008, contre la Côte d'Ivoire (match nul 1-1). Il joue son dernier match en équipe nationale le 27 mai 2008, contre le Japon (match nul 0-0).
Bogado ne dispute que des matchs amicaux avec le Chili.

## Palmarès
- Champion du Chili en 2009 (Tournoi de Clôture) avec Colo-Colo